# Parafia św. Stanisława Biskupa w Humniskach
Parafia św. Stanisława Biskupa w Humniskach – parafia rzymskokatolicka znajdująca się w archidiecezji przemyskiej, w dekanacie Grabownica. 

## Historia
Parafia w Humniskach została ufundowana w 1409 roku przez dziedzica Mikołaja Benka z Żarokruk. W 1602 roku fundacja została odnowiona przez Stanisława Tarnawskiego. W II połowie XV wieku zbudowano obecny drewniany kościół, który w 1556 roku konsekrowano pw. św. Stanisława Biskupa. 30 maja 1921 roku został zamordowany ks. Józef Borczyk. W 1932 roku polichromię wykonał artysta Władysław Lisowski.
Na terenie parafii jest 1856 wiernych z Humniskach-Dużej Stronie.
Proboszczowie parafii:
1833–1885. ks. Józef Wolański.
1885. ks. Józef Antosz (administrator).
1885–1890. ks. Gabriel Sałustowicz.
1890–1921. ks. Józef Borczyk.
1921. ks. Stanisław Żmudziński (administrator).
1921.–1934. ks. Franciszek Dobrowolski.
1934–1952. ks. Władysław Wroński.
1958–1964.  ks. Stefan Misiąg (administrator).
1964–1992 ks. Stanisław Krzysztoń.
1992– nadal ks. prał. dr Julian Tarnawski.